# Flaten, Dalarna
Flaten är en sjö i Smedjebackens kommun i Dalarna och ingår i Norrströms huvudavrinningsområde. Sjön har en area på 0,129 kvadratkilometer och ligger 269,3 meter över havet.

## Delavrinningsområde
Flaten ingår i det delavrinningsområde (665623-148091) som SMHI kallar för Inloppet i Västra Sveten. Medelhöjden är 221 meter över havet och ytan är 30,72 kvadratkilometer. Det finns inga avrinningsområden uppströms utan avrinningsområdet är högsta punkten. Hyttån som avvattnar avrinningsområdet har biflödesordning 4, vilket innebär att vattnet flödar genom totalt 4 vattendrag innan det når havet efter 232 kilometer. Avrinningsområdet består mestadels av skog (85 procent). Avrinningsområdet har 0,74 kvadratkilometer vattenytor vilket ger det en sjöprocent på 2,4 procent.